# یک جفت پادشاه
یک جفت پادشاه (انگلیسی: A Pair of Kings) یک فیلم کمدی صامت کوتاه آمریکایی به کارگردانی لری سمون و نورمن تاروگ است که در سال ۱۹۲۲ منتشر شد. از بازیگران این فیلم می‌توان به اولیور هاردی، لری سمون، لوسیل کارلایل، ویلیام هابر و جو راک اشاره کرد.